# Prionochilus percussus
A Prionochilus percussus a madarak osztályának verébalakúak (Passeriformes) rendjébe és a virágjárófélék (Dicaeidae) családjába tartozó faj.

## Rendszerezése
A fajt Coenraad Jacob Temminck holland ornitológus írta le 1826-ban, a Pardalotus nembe Pardalotus percussus néven.

## Alfajai
- Prionochilus percussus ignicapilla (Eyton, 1839)
- Prionochilus percussus percussus (Temminck, 1826)
- Prionochilus percussus regulus (Meyer de Schauensee, 1940)[2]

## Előfordulása
Délkelet-Ázsiában, Indonézia, Malajzia, Mianmar és Thaiföld területén honos. Természetes élőhelyei a szubtrópusi és trópusi síkvidéki esőerdők és mangroveerdők, valamint ültetvények. Állandó, nem vonuló faj.

## Megjelenése
Testhossza 10 centiméter.

## Életmódja
Bogyókkal és gyümölcsökkel táplálkozik.

## Természetvédelmi helyzete
Az elterjedési területe rendkívül nagy, egyedszáma pedig stabil. A Természetvédelmi Világszövetség Vörös listáján nem fenyegetett fajként szerepel.